# Кръсто Лазарополски
Кръсто Дебърли е български строител от Българското възраждане, представител на Дебърската художествена школа.

## Биография
Роден е в 1789 година в дебърското мияшко село Лазарополе. Кръсто вероятно е един от дейните строители при възстановяването на конаците на Рилския манастир, след опожаряването му в 1833 година. От Кръсто е запазен един кьошк излизащ пред колонадата в най-горния етаж на северното жилищно крило. Кьошкът (покрит балкон) е рядък по архитектурното и художественото си устройство и с него Кръсто внася разнообразие във фасадата на сградата. От вътрешната му страна има надпис:
| „ | Влѣто 1834 апріліа 15 майсторъ Кресто Дебрали ѿ село Лазарополе созда кіошкъ сей с своимъ трȢдомъ и иждывеніемъ за дȢшевное егѡ спасеніе. | “ |

Асен Василиев определя Кръсто като „майстор-строител с голямо въображение и изискан вкус“.
Кръсто може би е баща на майстор Никола Кръстев.